# CFM
A CFM vagy CFPM egy angolszász mértékegység, az angol Cubic feet per minute, azaz „köbláb/perc” angol rövidítése. Szivattyúk és ventilátorok folyadék- illetve gázszállítási teljesítményének mérésére használják.
Ennek SI megfelelője a köbméter/másodperc.
Használják még az SCFM és az ACFM rövidítéseket is, melyek a következőket jelentik:
- SCFM: CFM standard körülmények között
- ACFM: CFM aktuális körülmények között (ennek tisztázása előzetes követelmény)

## Átszámítása SI-mértékegységekre
Mivel az SI alapegysége a másodperc, a CFM-é pedig a perc, ezért a következő módon számítható át a CFM metrikus egységre (1 ft (láb) = 0,3048 m):
{\displaystyle {\frac {(1ft)^{3}}{min}}*{\frac {(0,3048m)^{3}}{1ft^{3}}}*{\frac {1min}{60sec}}}
Ebből következik, hogy {\displaystyle {1cfm}={\frac {{4.71945}*{10^{-4}}{m^{3}}}{s}}}
Más formában a fentiek (1 m = 100 cm; 1 ml = 1 cm³; 1 l = 1000 ml):
{\displaystyle {\frac {(1ft)^{3}}{min}}*{\frac {(0,3048m)^{3}}{ft^{3}}}*{\frac {(100cm)^{3}}{(1m)^{3}}}*{\frac {1ml}{(1cm)^{3}}}*{\frac {1l}{1000ml}}*{\frac {1min}{60sec}}}
Így: {\displaystyle {1cfm}={\frac {0,47195l}{s}}}

## Lásd még
- Mértékegységek átszámítása